# O Som da Montanha
O Som da Montanha (山の音, Yama no Oto) é um romance do escritor japonês Yasunari Kawabata, publicado em abril de 1954, pela editora Chikuma Shobō. Foi adaptado para o cinema no mesmo ano.

## Sumário
O enredo está centrado na família Ogata de Kamakura, e seus eventos são vistos sob a perspectiva de seu patriarca, Shingo Ogata, um empresário prestes a se aposentar que trabalha em Tóquio. No começo do livro, Shingo tem sessenta e dois anos de idade e, apesar disso, já começa a sentir temporários lapsos de memória, bem como a acordar após sonhos estranhos e perturbadores e a ouvir ocasionalmente sons que ninguém exceto ele escuta, incluindo o som titular que o desperta uma noite. Shingo acredita que o som seja um presságio de sua iminente morte, uma vez que ele tossira sangue (um possível sinal de tuberculose) no ano anterior, mas não procurara uma consulta médica, e o sintoma subsequentemente desapareceu.
Embora externamente Shingo não mude sua rotina diária, ele começa a observar e a questionar mais detidamente as suas relações com seus familiares, incluindo sua esposa Yasuko, seu filho promíscuo Shuichi — que, nos costumes japoneses da época, vivia com sua esposa na casa dos pais —, sua nora Kikuko e sua filha Fusako, a qual foi abandonada por seu marido e retorna ao lar dos Ogatas com suas duas filhas. Shingo percebe que ele não fora um pai e um marido amoroso e envolvente, acreditando que as dificuldades matrimoniais de seus filhos adultos sejam fruto de sua má paternidade.
Por meio de sua secretária, Tanizaki Eiko, a qual conhece a vida social e adúltera de Shuichi, Shingo passa a pressionar seu filho para deixar de ser infiel à Kikuko. Contudo, ao mesmo tempo, ele se sente atraído paternal e eroticamente por sua nora, que sofre em silêncio com a infidelidade do marido e cuja beleza física, bem como sua devoção à família, contrasta fortemente com a pessoa de Fusako Ogata, uma mulher bastante ressentida e não tão atraente como sua cunhada. Além disso, Shingo sonha com figuras mortas conhecidas, dentre elas a irmã mais velha de sua esposa, mais bela do que Yasuko, que faleceu jovem e por quem ele nutria uma paixão no passado.
O livro pode ser interpretado como uma meditação sobre o envelhecimento, que é provocada em Shingo pelo mundo natural, representado pela montanha mencionada no título e por outros elementos.

## Características
O Som da Montanha é extraordinariamente muito longo em relação a outros romances de Kawabata. Na tradução para o português, possui 344 páginas na edição brasileira da Estação Liberdade; já para o inglês, são 266 páginas. Assim como em vários trabalhos do autor, o livro é escrito em prosa curta e aparentada com poesia.